# 中国王朝時代の香港の歴史

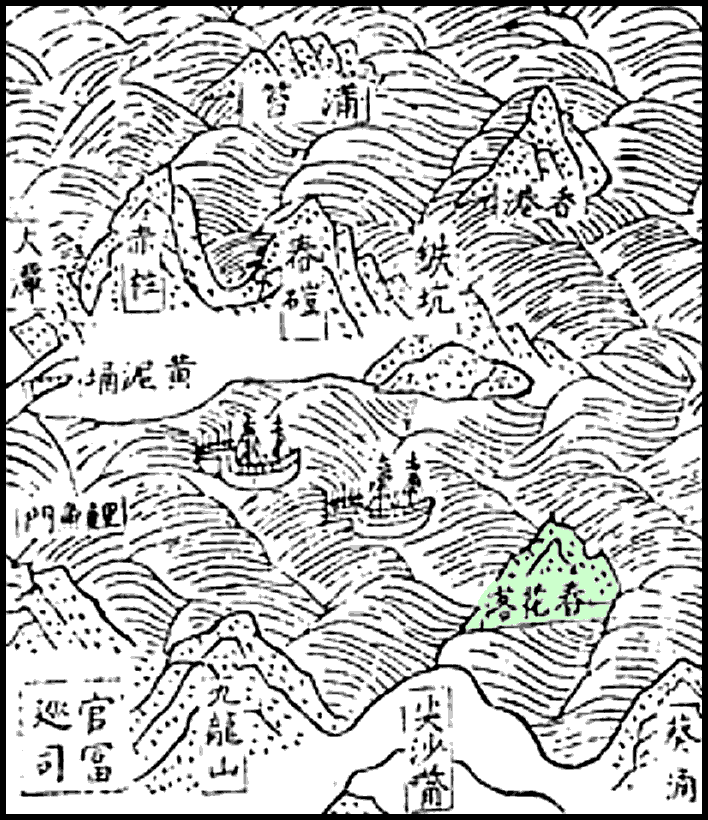
明時代の青衣島の地図

中国王朝時代の香港の歴史は、秦が統治していた紀元前214年に始まった。この領域は19世紀イギリスが占領するまで、一貫して中国の王朝に属してきた。

## 秦
この領域が初めて中国領となったのは、秦（紀元前221年-紀元前206年）の時代である。中国最初の皇帝始皇帝は、紀元前214年に任囂を広東、広西、桂林占領に派遣した。香港は南海郡に位置し、番禺区に近い。
秦の政情が、北方で不安になると、趙佗が南越国（紀元前203年-紀元前111年）の独立を宣言した。この地域はしっかりと南越国に統合された。不運にもこの時代の文化遺産は、まだ香港では発見されていない。

## 漢
南越国は紀元前111年に漢に併合された。考古学資料によると、人口は漢の時代（紀元前206年-220年）から増えてきた。1950年代、李鄭屋という名の集落で後漢時代のものと見られる墓が発見され、発掘調査が行われた。発掘物から約2000年前の香港で塩の製造が広く行われていたのではないかとみる考古学者もいる。
大埔海は漢の時代に主要な真珠養殖港であった。この活動は南漢（917年-971年）に頂点を迎え、明（1368年-1644年）まで続いた。

## 唐
唐の時代に広東は国際貿易の中心として繁栄した。現在香港の新界にある屯門が港、海軍基地、塩製造の中心地となり、後には真珠養殖の基地になった。ランタオ島は塩の密輸で政府に対する暴動が起きた塩製造の中心地でもあった。

## 宋
北宋の時代、元朗・錦田(後の新界)に客家の鄧一族が定着し、そのうちの一人で進士となった鄧符協により、力瀛書院が建てられた。これが香港最古の教育機関である。
モンゴルが侵攻してきた1276年、南宋の宮廷は、福建に、この時はランタオ島に、後に今日の九龍に移動したが、幼い皇帝祥興帝は、崖山の戦いで敗れると自殺を図り自分の官吏と共に溺死した。皇帝の為に自分の生命をなげうった英雄にちなんで名付けられた東涌渓谷は、宮廷があった場所と考えられている。皇帝の官吏だった侯王は、今日の香港で依然として崇拝されている。宋が終わるまでに到着した最初の一族は、鄧であった。新界の殆どの谷や平原に入植した。:9

## 元
しかしモンゴル支配の時代に香港は中国から難民が流入して最初の人口爆発が起きた。鄧、侯、彭、廖、文の5姓は、香港で最も早く入植した一族として記録された中に含まれている。この人々は姓により認められているとはいえ、一族を形成する上でかなり初期に到着した人々である。人口流入と農業の軽度の発展にもかかわらず、この地域は依然として相対的に不毛の地で、収入を得るのに塩、真珠、魚の取引で生計を立てなければならなかった。

## 明
明時代の16世紀初頭、香港に最も早く訪れた非アジア系の人は、1513年に到着したポルトガル人船乗りジョルジ・アルヴァレスであった。アルヴァレスの入植後、ポルトガル商人が華南で貿易を始めた。同時に侵攻を始め、屯門に軍事拠点を築いた。中国とポルトガルの軍事衝突が、続いて起こり、ポルトガル人は駆逐された。16世紀中葉、海禁がその結果として発令された。外国人との接触を禁止する規定で、地域の海上活動に制限された。香港の沿岸地域の村民は、中国大陸に移住するよう命じられた。更なる減少でこの領域の人口は1万6000人にまで減り、明から清への移行で明の反逆者から海外流出を齎した。清の官吏は、多くの香港村民を村を破壊したり作物を刈り込んだり飢饉の発生で強制的に大陸に戻らせた。

## 清

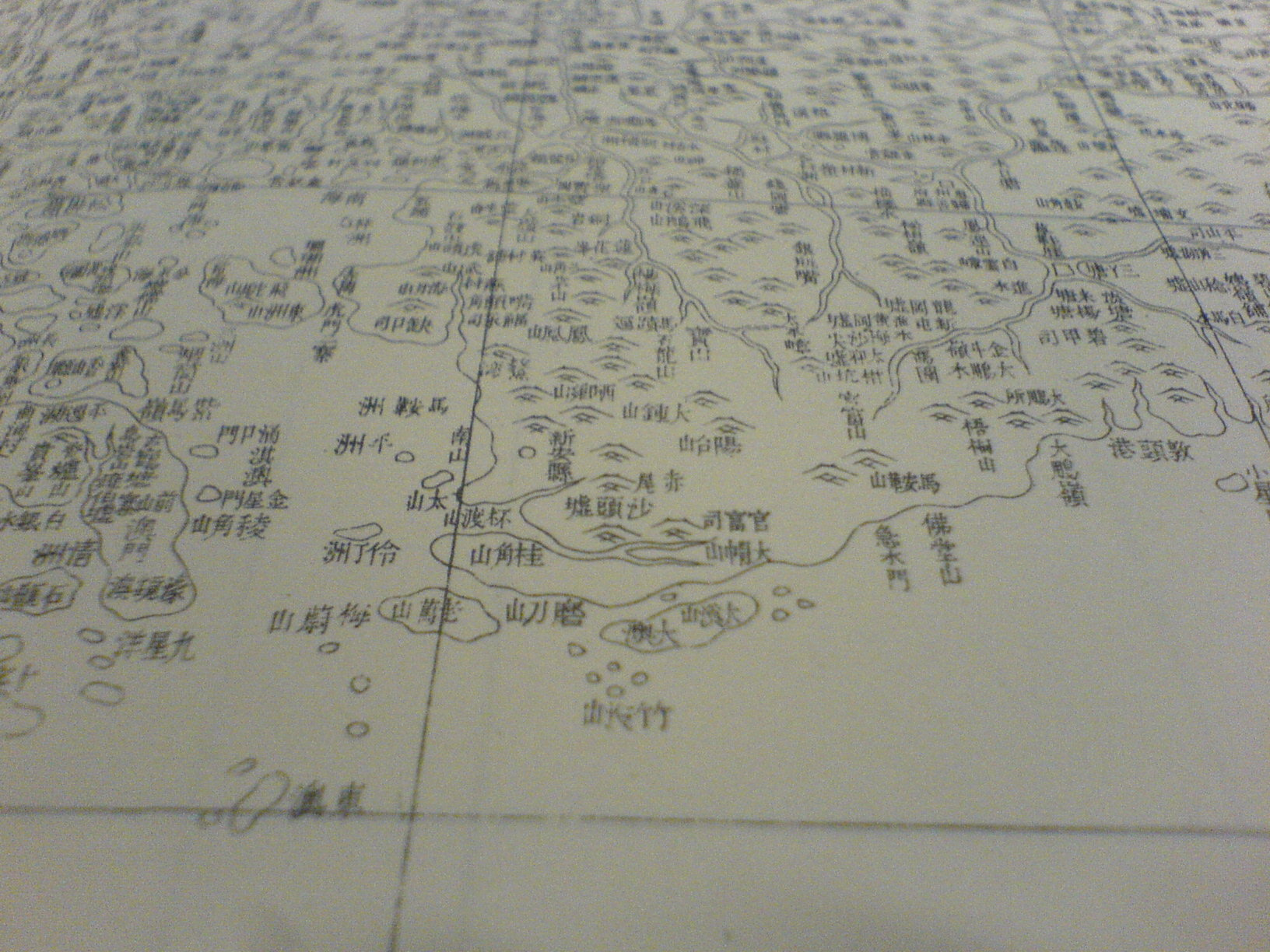
1760年ごろの香港、マカオの地図

1661年から1669年にかけてこの領域は康熙帝の命じた広東の沿岸地域から引き払わせる遷界令による影響を受けた。新安県の約1万6000人が内陸に移住を余儀なくされたとの記録があり、その内の1648人が、1669年に強制移住が廃止されるとこの地域に戻ったといわれる。現在の香港は、主としてこの禁令の間に荒れ地になった。1685年、康熙帝は広東と始めた正規の基準に基づく制限貿易を始めた最初の皇帝になった。制限区域に住む非アジア系商人に認めたような貿易に厳しい規制を課した。商人は貿易ができる期間だけ居住できた。武器や戦艦、女性を伴うことはできなかった。決済は銀貨で行われた。
イギリス東インド会社は1699年に初めて中国に海洋投機を行った会社であり、以来イギリスとの香港貿易は、急速に発展した。1711年、東インド会社は広東に貿易拠点を設けた。香港は新安県が管轄していて、清にとって最も重要な軍事拠点の一つになった。1773年までにイギリスは1799年までに毎年中国では阿片を2000箱規模で購入するほどで、広東では1000箱にまで達した。
客家はこの領域を占領した最大規模の集団になり、「中国のジプシー」として比喩された。塩と保存料の芸術を作り上げた。今日客家料理が炸大腸、塩焗鶏、盆菜のようにもつを供するものとして行われているとはいえ。こうしたものが最初の世代の料理にどんな影響を与えて古い客家の習慣をスリムにしたか証明するの難しいかも知れない。ヘンリー・ポティンガーはアジアへの道を進むことになり、結局初代香港総督になった。

## 参照
1. 1 2  蔡兆浚 (2021年3月8日). “古代香港的採珠業” (中国語). 香港地方志. 2024年5月22日閲覧。
2. ↑  蔡兆浚 (2022年4月20日). “大嶼山地名初探” (中国語). 香港地方志. 2024年5月22日閲覧。
3. ↑  内藤陽介『香港歴史漫郵記』大修館書店、2007年、10ページ。ISBN 978-4-469-23244-8
。
4. ↑  蔡兆浚 (2022年1月12日). “錦田地名初探” (中国語). 香港地方志. 2024年5月22日閲覧。
5. ↑  蔡兆浚 (2022年1月14日). “荃灣地名初探” (中国語). 香港地方志. 2024年5月22日閲覧。
6. 1 2 3 4  Barber, Nicola.  [2004] (2004) Hong Kong.  Gareth Stevens Publishing.  ISBN 0836851986
7. ↑  Porter, Jonathan (1996). Macau, the Imaginary City: Culture and Society, 1557 to the Present. Westview Press. p. 63. ISBN 0813337496
8. ↑  Edmonds, Richard Louis (2002). China and Europe Since 1978: A European Perspective. Cambridge University Press. p. 1. ISBN 0521524032
9. ↑  蔡兆浚 (2022年4月19日). “屯門地名初探” (中国語). 香港地方志. 2024年5月22日閲覧。
10. ↑  James Hayes: "The Hong Kong Region: Its Place in Traditional Chinese Historiography and Principal Events Since the Establishment of Hsin-an County in 1573", in Journal of the Royal Asiatic Society Hong Kong Branch, Vol. 14, 1974. pp.108-135
11. ↑  Hong Kong Museum of History: "The Hong Kong Story" Exhibition Materials Archived 2009年4月18日, at the Wayback Machine.
12. 1 2  Tom Le Bas, ed (2005). Hong Kong: Macau & Guangzhou. Insight City Guide. Singapore: Apa Publications. p. 18. ISBN 981-258-246-0
13. ↑  Sterling, Richard. Chong, Elizabeth. Qin, Lushan Charles.  [2001] (2001) World Food Hong Kong. Hong Kong: Lonely Planet Publishing.  ISBN 1864502886